# Ferrovia del Furka-Oberalp
La ferrovia del Furka-Oberalp è una linea ferroviaria a scartamento ridotto della Svizzera, che unisce Briga, nel Canton Vallese, a Disentis, nel Canton Grigioni, valicando i passi della Furka e dell'Oberalp.

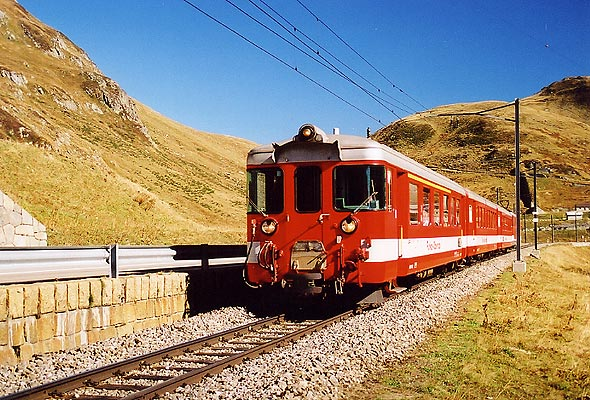
Un treno sull'Oberalp, nei pressi di una galleria di protezione

## Storia
Le prime richieste per la costruzione della ferrovia tra Briga e Disentis risalgono agli inizi del XX secolo; lo scopo era quello di collegare, con una trasversale, le direttrici ferroviarie occidentali della Svizzera con i cantoni orientali del territorio attraversando il Cantone dei Grigioni, quello di Uri e quello Vallese. Le prime concessioni per la costruzione di una ferrovia a trazione elettrica passante per Gletsch, attraverso le alte zone di valico della Furka e dell'Oberalp, vennero rilasciate qualche anno dopo; il 21 luglio 1907, per la tratta Briga-Gletsch, alla società Alioth (tempo dopo divenuta BBC/ASEA) assieme all'ing. Zehnder della MOB e l'8 ottobre 1908 per quella da Gletsch a Disentis.
In seguito, nel 1910, si costituì a Berna, allo scopo, la Compagnie Suisse du chemin de fer de la Furka con predominanza di capitali francesi estromettendo di fatto i concessionari precedenti e modificando sostanzialmente i progetti con introduzione di tratte a cremagliera Abt e trazione a vapore anziché elettrica.
La costruzione iniziò nel 1911 a cura della parigina Société des construction des Batignolles che il 30 giugno 1914 riuscì a consegnare la prima tratta Briga-Gletsch e inaugurò il servizio l'anno dopo ma incappò in grosse difficoltà nel corso dello scavo della galleria di valico della Furka che portarono, nel 1923, al fallimento della società a causa delle enormi somme spese nei lavori non rimunerate dallo scarso traffico.
Nel 1924 gli impianti vennero rilevati dalla nuova società Furka-Oberalp-Bahn (FO) per una somma poco più che simbolica e con il sostegno del Governo Federale e dei Cantoni interessati. Il 3 luglio 1926 si riuscì così ad attivare un servizio con trazione a vapore tra Briga e Disentis.
Il traffico si attestò su livelli buoni anche in funzione del fatto che venivano connesse zone turistiche molto frequentate, in particolare la località di Andermatt.
Nel 1930, attivato il raccordo tra le due linee tra Briga e Visp, venne messo in atto un accordo con la BVZ (Brig-Visp-Zermatt Bahn) per l'effettuazione del treno diretto tra Sankt Moritz e Zermatt (Glacier Express) realizzando la più lunga relazione ferroviaria trasversale a scartamento ridotto della rete svizzera.
Nel 1961, in seguito al rinnovamento gestionale e organizzativo richiesto dalle nuove leggi svizzere, la società assorbì la piccola società privata Schöllenenbahn, che gestiva la breve linea tra Andermatt e Göschenen.
L'elettrificazione della linea venne realizzata durante il periodo bellico. La difficoltà dei collegamenti permaneva tuttavia nel periodo invernale a causa dell'ascesa fino ai 2000 m dei valichi dell'Oberalp e della Furka e imponeva la chiusura stagionale del tratto intermedio con lo smontaggio del ponte Steffenbach e la chiusura dei portali di alcune gallerie per proteggerli dalle frequenti slavine. Venne studiata la possibilità di una variante di base di 15,4 km in galleria sotto il valico della Furka che venne infine realizzata in 9 anni e attivata nel 1982 abbandonando così la difficile tratta intermedia a cremagliera tra Realp e Oberwald e attivando un servizio di treni navetta per le autovetture.
Nel 2002 la società FO confluì nella nuova società Matterhorn-Gotthard-Bahn (MGB).
La vecchia tratta di valico della Furka, abbandonata dopo l'attivazione della galleria di base, venne rilevata nel 1987 a scopo turistico e museale dalla società Dampfbahn Furka-Bergstrecke (DFB).

## Caratteristiche
La ferrovia originariamente misurava, complessivamente, 97 km e si avvaleva di 9 tratte a cremagliera del tipo Abt.
La linea inizia nella stazione di Disentis, nel Cantone dei Grigioni, dove si connette alla rete della Ferrovia Retica, arrampicandosi quindi sul Passo dell'Oberalp con l'aiuto della cremagliera data la pendenza fino al 179 per mille, verso Andermatt nel Cantone di Uri. Poi attraverso la galleria della Furka raggiunge l'area di Goms e Briga, nel Canton Vallese. Nella stazione di Briga, si connette infine alla BVZ, (Brig-Visp-Zermatt Bahn).

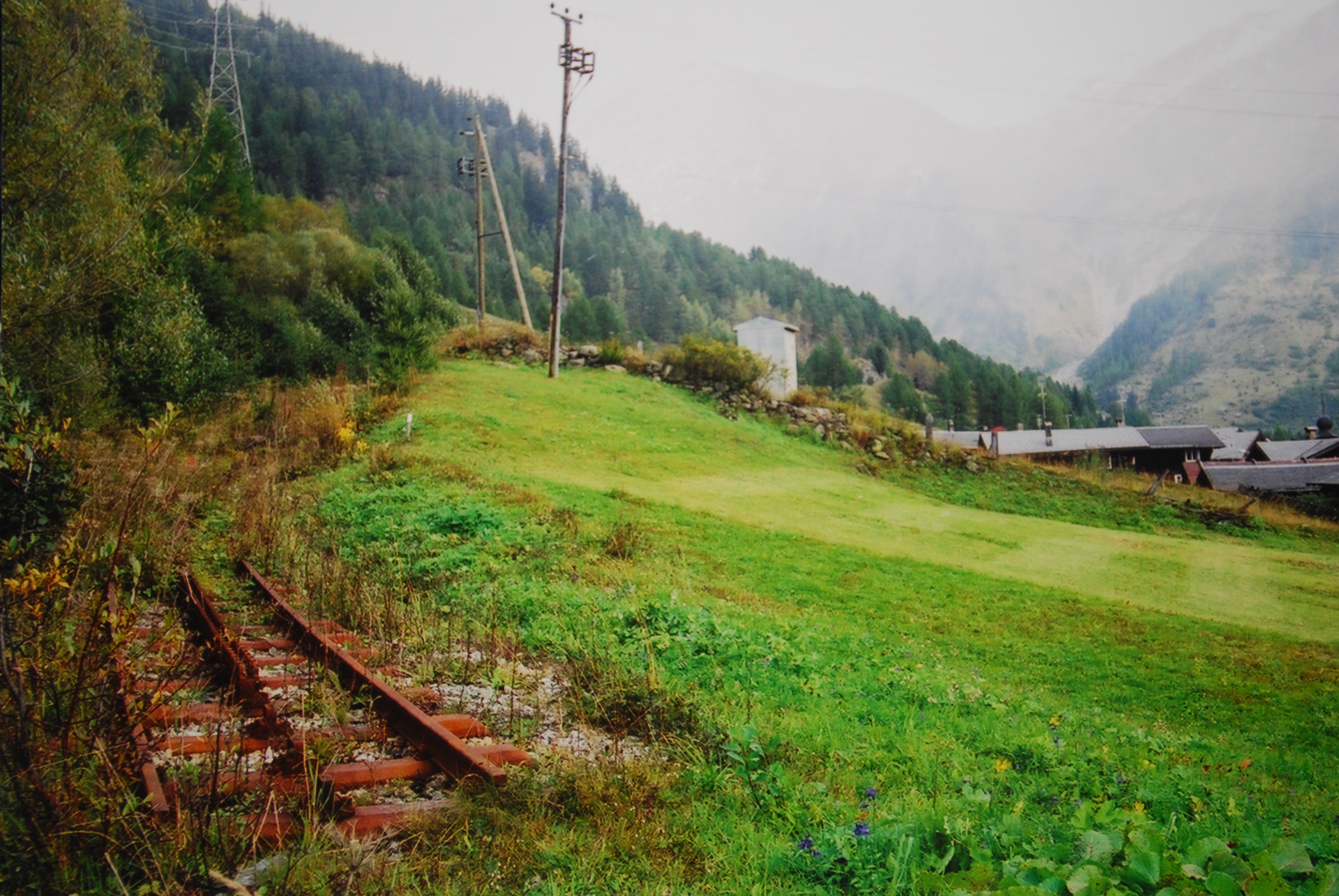
Tratta a cremagliera abbandonata a Oberwald, riaperta nel 2010

## Percorso

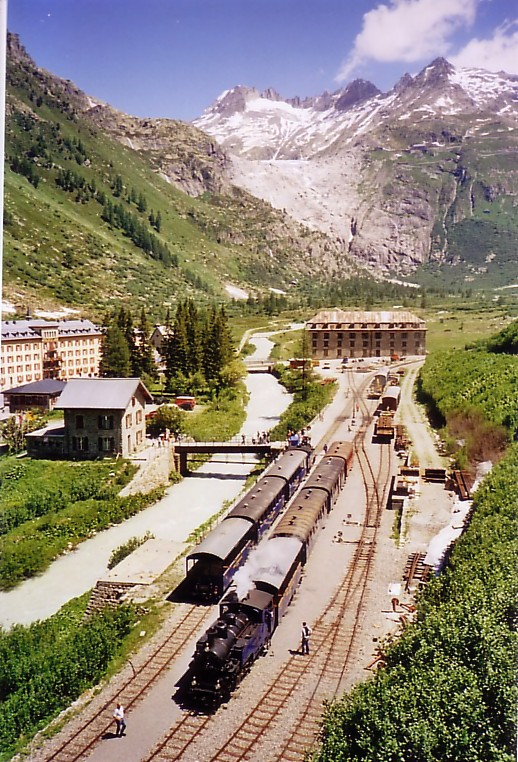
Due treni turistici a vapore nella stazione di Gletsch, sulla tratta dismessa, a 1762 m di altezza

| Continuation backward |

| Unknown route-map component "v-STR" | Unknown route-map component "dCONTg" |

|  |  | Straight track + Unknown route-map component "BS2c1" | Unknown route-map component "BS2+r" + Unknown route-map component "STR+l" | Unknown route-map component "CONTfq" |

|  |  | Unknown route-map component "eABZg+l" | Unknown route-map component "eKRZo" | Unknown route-map component "exdWBRÜCKEq" | Unknown route-map component "exdSTR+r" |

|  |  | Station on track + Unknown route-map component "HUBaq" | Station on track + Unknown route-map component "HUBeq" | Unknown route-map component "dWASSER" | Unknown route-map component "exdSTR" |

| Unknown route-map component "tCONTgq" | Unknown route-map component "tSTRe@fq" | Unknown route-map component "KRZu" | One way rightward | Unknown route-map component "dWASSER" | Unknown route-map component "exdSTR" |

|  |  | Unknown route-map component "hKRZWae" | Transverse water | Unknown route-map component "vWASSERr-" + Unknown route-map component "exv-STR" |

|  |  | Unknown route-map component "eABZg+l" | Unknown route-map component "exSTRq" | Unknown route-map component "exv-STRr" |

| Station on track |

| Station on track |

| Stop on track |

| Station on track |

| Unknown route-map component "STRc2" | Unknown route-map component "STR3" |  |

| Unknown route-map component "tSTR+1a" | Unknown route-map component "tSTR+l" + Unknown route-map component "STRc4" | Unknown route-map component "tSTR+r" |

| Unknown route-map component "t3STR2" | Unknown route-map component "-3KRZt" + Unknown route-map component "PORTALg" | Unknown route-map component "t3STR3" |

| Station on track |

| Stop on track |

| Station on track |

| Station on track |

| Station on track |

| Stop on track |

| Enter and exit tunnel |

| Station on track |

| Stop on track |

| Station on track |

| Station on track |

| Stop on track |

| Non-passenger station/depot on track |

| Station on track |

| Stop on track |

| Station on track |

| Unknown route-map component "KRW+l" | Unknown route-map component "KRWlr" | Unknown route-map component "KRW+r" |

| Unknown route-map component "tSTRa" |  | Unknown route-map component "LSTR" |

| Unknown route-map component "tDST" |  | Unknown route-map component "LSTR" |

| Unknown route-map component "tSTR" + Unknown route-map component "GRZq" | Unknown route-map component "GRZq" | Unknown route-map component "LSTR" + Unknown route-map component "GRZq" |

| Unknown route-map component "tDST" |  | Unknown route-map component "LSTR" |

| Unknown route-map component "tSTRe@f" |  | Unknown route-map component "LSTR" |

| Unknown route-map component "KRWl" | Unknown route-map component "KRW+lr" | Unknown route-map component "KRWr" |

| Station on track |

| Enter and exit short tunnel |

| Station on track |

| Station on track |

|  | Unknown route-map component "ABZgl" | Unknown route-map component "CONTfq" |

| Enter and exit short tunnel |

| Enter and exit short tunnel |

| Enter and exit short tunnel |

| Station on track |

| Enter and exit tunnel |

| Unknown route-map component "eHST" |

| Station on track |

| Enter and exit tunnel + Unknown route-map component "GRZq" |

| Enter and exit tunnel |

| Enter and exit tunnel |

| Station on track |

| Station on track |

| Stop on track |

| Station on track |

| Stop on track |

| Non-passenger station/depot on track |

| Station on track |

| Station on track |

| Stop on track |

| Enter and exit tunnel |

| Station on track |

| Continuation forward |